# Kéz Andor
Kéz Andor (Déva, 1891. augusztus 31. – Budapest, 1968. szeptember 17.) geográfus, egyetemi tanár.

## Családja és származása
Apja Kéz József, anyja Holmayer Vilma.

## Élete és munkássága
Az iglói tanítóképzőben szerzett tanítói oklevelet 1912-ban. A Gyulafehérvári Állami Polgári Fiúiskola tanára volt 1912–1913-ban, majd az első világháborúban frontszolgálatot teljesített.
A budapesti Polgári Iskolai Tanárképző Főiskola Apponyi Kollégiumában kapta meg polgári iskolai tanári oklevelét 1921-ben. A Pázmány Péter Tudományegyetemen tanársegéd lett (1921–1925), földrajzból bölcsészdoktori oklevelet szerzett 1924-ben. Egyetemi adjunktus volt 1925–1943 között, majd magántanár (1933–1943). 
A mechanikai lepusztulás hatása a földfelszíni formákra tárgykörben magántanári képesítést szerzett 1933-ban. 1942–49-ben a műszaki egyetem közgazdaságtudományi karán intézeti tanár, 1949-től az ELTE Földrajzi Intézetének docense volt. 1952-ben addigi tevékenységéért megkapta a földrajztudományok kandidátusa címet. 1952-től nyugdíjazásáig, 1956-ig, a Debreceni Egyetem  egyetemi tanára volt. 
Fő kutatási területe a természeti földrajz területén a geomorfológia, elsősorban folyóvízi morfológia volt. Az 1930–40-es években a magyarországi folyómenti teraszok kutatásának kezdeményezője volt. Elsősorban a Felső-Tisza, a Zala és a Nagy-Szamos menti teraszokat vizsgálta, bebizonyította a teraszok klimatikus eredetét, kimutatta a fiatal kéregmozgásoknak a teraszokra gyakorolt hatását, eredeti elméletet dolgozott ki a Balaton árkának kialakulására. Tudományos ismeretterjesztő munkássága, földrajz-pedagógiai tevékenysége is jelentős volt. Számos korszerű egyetemi tankönyvet, jegyzetet, segédkönyvet írt és szerkesztett. A Cholnoky Jenővel együtt szerkesztett Felfedezők lexikona (1936) című munkája a hazai lexikonirodalom egyik klasszikusa. 
A Magyar Tudományos Akadémia Földrajzi Bizottsága tagja volt. Aktívan részt vett a Magyar Földrajzi Társaság tevékenységében, annak választmányi tagja, titkára (1923–1929), alelnöke (1945–1949), társelnöke (1959–1962), tiszteleti tagja, a Természeti Földrajzi Szakosztály elnöke volt. Szerkesztette a Társaság kiadványait, a Földrajzi Zsebkönyvet, a Földgömböt. 
Budapesten élt és dolgozott, a Farkasréti temetőben helyezték örök nyugalomra. Sírját a Nemzeti Emlékhely és Kegyeleti Bizottság 2004-ben védetté nyilvánította .
Nevét őrzi az 561911 Kézandor kisbolygó.

## Házasságai és leszármazottjai
Dr. Kéz Andor 1924. június 2-án Budapesten, feleségül vette a polgári származású Andor Mária Vilma Etelka (Budapest, 1902. szeptember 9.–Budapest, 1925. június 16.) kisasszonyt, akinek a szülei Andor József (1871–1918) pedagógus, író, irodalomtörténész, és a nemesi származású granasztói Rihmer Melánia (1879–1929) voltak. A menyasszonynak az anyai nagyszülei granasztói Rihmer Gyula (1836–1881), uradalmi ispán, és Malcsek Vilma (1850–1887) voltak. Dr. Kéz Andorné Andor Máriának az apai nagynénje Andor Anna (1865–1937), akinek a férje dr. Garay Kálmán (1852–1906), ügyvéd, országgyűlési képviselő. Dr. Kéz Andor és Andor Anna frigyéből született:
- Kéz Andor (1926.–Budapest, 1946. február 18.).[16]

Első neje halála után dr. Kéz Andor feleségül vette 1930. január 28-án Hódmezővásárhelyen, Endrey Magdolna "Katalin" (Hódmezővásárhely, 1906. április 21.) főgimnáziumi tanárt, akinek a szülei dr. Endrey Gyula (1856–1913) jogi doktor, ügyvéd és országgyűlési képviselő, és borosjenei Jeney Etelka (1865–1948) voltak. Az anyai nagyszülei borosjenei Jeney Imre (1820–1909), ügyvéd, földbirtokos, valamint nedeczei és rutkai Ruttkay Jozefa (1847–1884) voltak. Dr. Kéz Andor és Endrey Magdolna frigyéből született:
- Kéz Tamás
- Kéz Miklós. Neje: Ruczky Mária.

## Főbb művei
- Felfedezők lexikona (szerk., Bp., 1937) (A Magyar Földrajzi Társaság Könyvtára)
- Észak- és Dél-Afrika (Bp., 1938);
- A föld felfedezői és meghódítói (Cholnoky Jenővel és Germanus Gyulával, Bp., 1938);
- Általános földrajz (Bp., 1945);
- A Nagy-Szamos teraszai (Bp., 1957).